# 25594 Kessler
25594 Kessler este un asteroid din centura principală de asteroizi.

## Descriere
25594 Kessler este un asteroid din centura principală de asteroizi. A fost descoperit pe 29 decembrie 1999 la Eskridge de Gary Hug și Graham E. Bell. Asteroidul prezintă o orbită caracterizată de o semiaxă mare de 2,98 ua, o excentricitate de 0,06 și o înclinație de 10,6° în raport cu ecliptica.